# 里見恒平
里見 恒平（さとみ こうへい、1976年12月30日 - ）は、日本の兵庫県明石市出身の元アメリカンフットボール選手で、現在は日本競輪選手会千葉支部所属の競輪選手。

## 経歴
兵庫県立明石南高等学校時代は野球部に所属し、立命館大学に入学してからアメリカンフットボールを始めた。立命館大学パンサーズに所属しチームの主力として活躍、1998年には甲子園ボウルで優勝を経験。
大学卒業後、1999年、アメリカのメンロー・カレッジに留学、またこの年開催されたワールドカップの日本代表にも選出された。2000年には、NFLヨーロッパのアムステルダム・アドミラルズと契約、また同年、Xリーグのオービックシーガルズに入団した（XリーグとNFLヨーロッパはシーズンが異なる）。ポジションはディフェンスバック。身長177cm、体重86kg。
2001年にはNFLヨーロッパのスコティッシュ・クレイモアーズ、2002年、2003年にはアリーナフットボールリーグの2部ハワイアン・アイランダーズ、2004年にはアムステルダム・アドミラルズ、2005年にはケルン・センチュリオンズ、2006年にはアリーナフットボールリーグ2部のエベレット・ホークスでプレーした。2007年にはシーガルズの選手兼ストレングスコーチ、東京大学ウォリアーズのアシスタントコーチも務めた。2008年には、カリフォルニア州フレズノのセントラル・バレー・コヨーテズでプレーし、この年を最後にフットボールを引退した。
その後、高校の野球部の後輩にあたる戸伏康夫（96期）が競輪選手になった影響を受け、2009年7月に日本競輪学校第99回生入学試験に合格し、同年11月25日に入学。
2010年10月15日、同校を卒業。在校競走成績は83戦22勝で第11位。同年11月1日付で競輪選手登録された。師匠は宮倉勇（58期）。
2011年1月1日、平塚競輪場でデビューし、初出走初勝利を挙げた。

## メディアへの出演
TBS『最強の男は誰だ!壮絶筋肉バトル!!スポーツマンNo.1決定戦』に3度出場経験がある。初出場の2004年大会は全選手中第2位。
第10回プロスポーツマン大会（2004年1月1日放送）
WORK OUT GUYSでは最終組で登場し、1分05秒80のタイムでいきなり種目別No.1を獲得。BEACH FLAGSでは決勝まで勝ち進み、決勝で池谷直樹に勝利し、2種目連続のNo.1。暫定総合1位に浮上するも、MONSTER BOX 14段、SPIN OFFとPOWER FORCEの1回戦で、同じアメフト選手の河口正史と当たり敗退。パワー系種目のTHE GALLON THROWでは、コツを掴めぬまま、記録4m50cmに終わった。SHOT-GUN-TOUCHでもコツが掴めぬまま試技が続いたが、13m00cmを1回目は失敗したが、2回目で僅かにボールが指先に触れており成功。暫定順位で河口を抜き2位まで浮上。13m30cmを成功させれば、暫定総合1位の三浦貴を抜いて逆転で総合No.1の状況下で失敗に終わり、総合2位となった。
第12回プロスポーツマン大会（2006年1月1日放送）
パワーバトルに出場。前回記録4m50cmのTHE GALLON THROWでは6m00cmまで到達した。
第15回プロスポーツマン大会（2009年1月3日放送）
BEACH FLAGSでは5年ぶりに決勝に進出したが、決勝で宮﨑大輔に敗れた。THE GALLON THROWでは規定の4m50cmを2度失敗し、記録なしに終わる。その際、足を引きずりながらその場を後にしていき、その後MONSTER BOX以降の全ての競技を棄権し、総合14位となった。
プロスポーツマン大会
| 大会   | 放送日       | 総合順位 |
| ------ | ------------ | -------- |
| 第10回 | 2004年1月1日 | 2位      |
| 第12回 | 2006年1月1日 |          |
| 第15回 | 2009年1月1日 | 14位     |